# ローレライ (映画)
『ローレライ』（Lorelei: The Witch of the Pacific Ocean）は、2005年3月5日公開の日本映画。製作はフジテレビジョン・東宝ほか。原作は福井晴敏の小説『終戦のローレライ』。

## 解説
アニメーションや特撮演出などで評価を得た、樋口真嗣監督による実写長編作品。
舞台は第二次世界大戦末期の日本を背景として、原爆投下を阻止すべく奮闘する潜水艦の乗組員たちを描いた、いわゆる潜水艦映画ではあるが、戦利潜水艦「伊五〇七」や「ローレライ・システム」などの架空兵器の登場、また第三の原爆、日本海軍の内乱など史実とは異なる展開が語られることから、架空戦記またはSFファンタジーとしての要素が強い映画と言える。
特殊能力を持つ少女と、特攻隊員である青年をはじめとする「伊五〇七」の乗組員たちとの交流を縦軸に、日本の将来（言い換えれば現在の日本）の在り方を巡って対立する二人の軍人の姿を、現代に生きる日本人作家の視点と、かつて「伊五〇七」を追跡したアメリカ海軍駆逐艦の元乗組員である老人の視点から描いている。
総製作費12億円。興行収入約24億円、観客動員数190万人、2005年度9位。

## ストーリー

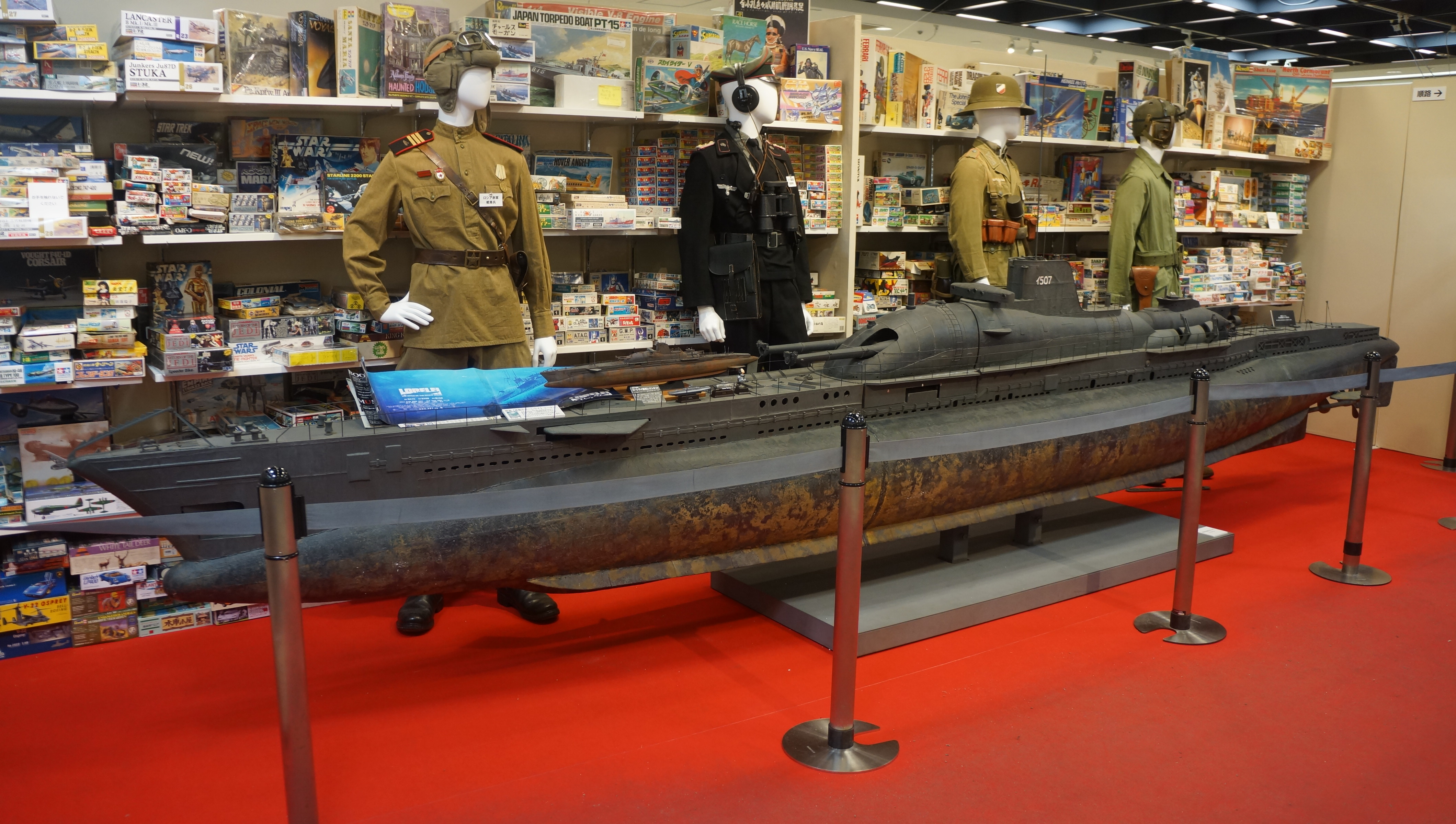
Scale model of I-507.

時は1945年8月。第二次世界大戦敗戦が間近に迫った日本。広島市に世界最初の原子爆弾が投下された。海軍軍令部の浅倉大佐は第2の原爆投下を阻止するため、閑職に追いやられていた絹見少佐を同盟国ドイツからの譲渡潜水艦「伊五〇七」（フランス海軍潜水艦シュルクーフ→ドイツ海軍潜水艦UF-4→伊五〇七）の艦長に任命し、独断でアメリカへの反撃作戦を決行した。
「伊五〇七」にはナチス・ドイツの開発した特殊音響兵装「ローレライ・システム」が搭載されていた。定員に満たない寄せ集めの乗員たちは日本最後の希望として出撃する。だが絹見や先任将校の木崎大尉は、作戦の重要性にもかかわらず潜水艦乗務経験がない乗員が乗り込んでいる明らかに準備が悪い点や、怪しげな技師・高須がローレライの使用権を掌握している点、さらには自分たちにすら知らされていなかった特攻隊員の乗艦や本来潜水艦から発せられるはずのない電信の発信音といった艦内で起こる不可解な事象に疑念を抱く。出港からまもなく伊五〇七はアメリカ海軍の駆逐艦3隻と邂逅。絹見はローレライ起動を即断し、その驚異的な索敵能力で勝利するがあと1歩で撃滅という場面でシステムは突如緊急停止してしまう。戦闘終結後に問い詰められた高須はローレライが民間人の少女・パウラを媒介とする人間兵器であることを白状し、操舵を担当した折笠上等兵をはじめとする乗員に衝撃を与えた。
ナチス・ドイツの科学の結晶とも謳われた高度な音響システムの中枢にあったのは人間の少女であることを知り、艦内は不穏な空気が漂い、パウラの存在は瞬く間に全クルーの知るところとなり、折笠は世話係を命じられる。当初は口さえ聞かないパウラだったが、自分を「魔女」（システムの通称）ではなく人間として見続ける折笠に心を開いていく。また彼女の歌は乗員に癒しと安らぎを与え、次第に艦の仲間として受け入れられるようになった。
しかしそんな時間は長くは続かず、長崎県に第2の原爆が投下されてしまう。その直後に高須をリーダーとするクーデターが勃発。高須の正体は軍属技師ではなく、浅倉より密命を受けた海軍大尉であった。その密命とはローレライをアメリカに供与した上で3発目の原爆を東京に落とさせ、「国家の切腹」と呼ぶ国単位での自決・日本国家の壊滅を目指すものであった。寄せ集めとして艦に乗り込んだ乗員の一部はクーデター要員として浅倉大佐から送り込まれており、その中には絹見が信頼する部下の1人でもある伊五〇七の掌砲長・田口も含まれていた。クーデターは成功するかに見えたが、いつまでもパウラを道具として扱う高須に失望した田口が造反し失敗。さらにパウラの能力によって、原爆を搭載した爆撃機の発進時刻を暴かれた高須はそのまま絶命する。
この時本土と伊五〇七との通信で計画の頓挫を知った浅倉は、東京への原爆投下がクーデターの結果にかかわらず不可避であることを明かす。直後に軍の首脳を集め、彼らにも作戦の全容を公表した後に「これが新生日本の幕開けだ」と叫び拳銃自殺を遂げる。絹見が指揮権を取り戻した伊五〇七はこれから第3の原爆投下を阻止するために独断行動を執ることを告げ、「生きることを諦めるな」と号令を発し、未来の祖国のため下艦を決めた者、祖国の未来を守るため艦に残り作戦決行を決めた者。それぞれが祖国の希望だった。
原爆を積んだ爆撃機B-29が控えるテニアン島の強襲作戦を決行する。圧倒的な戦力を誇るアメリカ太平洋艦隊が伊五〇七の前に立ち憚る。この作戦を決行するにはローラレイが、そしてパウラの力が必要不可欠だと皮肉にも自分が拒んでいた人間兵器の使用をせざるを得ない状況となった絹見に対し、パウラは人の死に干渉する力が強すぎるせいでこのままローレライを酷使することと先制攻撃をしてしまえばパウラは死んでしまうと軍医・時岡大尉は静止するが、乗員たちはパウラの負担を最小限に抑えるための作戦として、破壊力のない魚雷を敵艦の動力源に命中させ、撃沈ではなく航行・戦闘不能に追い込む方法を取った。だが、アメリカ艦隊の圧倒的火力による攻撃で伊五〇七までも航行不能に陥ってしまう。木崎の命を犠牲にした艦内修理により伊五〇七は無事に元の戦闘海域に戻り、原爆投下作戦を決行するB-29が飛び立つ海域に緊急浮上し、艦砲でB-29を撃墜する。原爆は海へと沈み、東京壊滅は回避された。作戦終了と同時にアメリカ艦隊の攻撃が伊五〇七に牙が剥かれる中、伊五〇七は再び海の中へと姿を消していった。
そして、作戦終了時に「生きろ」という最後の命令を下され戦闘海域から離脱した折笠とパウラの乗る潜水艇は、また同じくあの海に響く美しい歌声だけを残して消えていった。
それから時は経ち現代。当時アメリカ海軍側として伊五〇七を相手に戦った年老いたマイナット中尉は若き日本人ジャーナリストに自分の知ることの顛末の全てを話し去っていった。ジャーナリストの左腕には、かつて絹見がパウラに自身の妻の形見と称して渡していた腕時計があった。

## キャスト
潜水艦伊507艦長 絹見真一少佐：役所広司
「若手を育てるための人材の浪費」「若者の血を見たくない」という考えから特攻作戦に反対したため、一部からは「腰抜け」と蔑称で呼ばれており、潜水艦乗りにもかかわらずその一件で陸上勤務として閑職に追いやられていた。浅倉によって伊507の艦長に任命され、原爆輸送艦艇の撃沈を命じられ出撃する。亡き妻の形見である腕時計を大事に身に着けているが、本人いわくその理由は軍人でありながら妻を娶り、国を守る以上妻を幸せに出来なかったことへの戒めである。
浅倉の反乱に遭遇するも、浅倉の目論む日本の破滅には賛同せず、あくまで日本を救うことを貫く。そして浅倉の自決後に正規の命令のない中で、自らの独断でテニアン島を砲撃し、東京への原爆投下を阻止しようと決める。そして乗員に自らの意思を伝え、下艦を選んだ反乱将兵を除く皆の賛同を得る。その一方パウラについては「ローレライ」が必要だと思い、共に行かせると決め彼女もそれに賛成した。反乱将兵を降ろした後、テニアン島へ向けて針路をとる。
パウラの負担を軽くするため艦内の全ての魚雷から信管を取り外し、テニアン沖にて「ローレライ」で攻撃を避けながら敵駆逐艦の舵を狙って魚雷攻撃を行い、艦同士の衝突を引き起こす。これによって魚雷を撃ち尽くすが前方に現れた敵潜水艦隊に対して最後の魚雷であるN式潜航艇の魚雷発射を決定。魚雷が外付けされている関係で信管を外せない魚雷を撃つことに折笠は不安を訴えるも、パウラの意思もあって折笠に魚雷を撃たせ、敵潜水艦を撃沈。伊507が沈んだと敵艦隊に誤認させることに成功する。
その後、折笠に自分たち大人が起こした戦争に子供を巻き込んだことを詫びてN式を切り離し、油断する敵艦隊の隙を突いてテニアン沖に艦を浮上させ艦橋に上がり田口に原爆を積んだB-29を砲撃するよう命令。B-29の撃墜を見届けてから帰還の途につくと皆に命じ、敵艦隊から砲撃が起こる中伊五〇七は潜行していった。
N式潜航艇正操舵手 折笠征人上等工作兵：妻夫木聡
長崎県生まれの人間魚雷「回天」特攻隊員。家族を失った悲しみもあって特攻作戦への決意は固いが、高須の指示によりN式潜航艇の操舵手として伊五〇七に乗り込む。そして、清永の好奇心をきっかけにパウラと出会い、彼女と心を通わせるようになる。
N式潜航艇から外に出られなかったパウラを無断で出した件で、便所掃除の雑用を命じられるが結果として高須や田口の反乱時に彼らに見つかることなく姿を隠すことに成功する。そして木崎の合図で艦を潜行させ、アメリカへの投降を阻止した。その後、原爆投下を止めようとする絹見に自分も付いていくと言うが、パウラは艦から降ろすよう具申する。だが、絹見はパウラを必要とし、パウラも自分の意思で艦に残ることを決意。
テニアン沖の海戦にて清永との死別を経てパウラと共にN式に乗り、パウラを気遣いながらN式の魚雷を発射して敵潜水艦を撃沈。消耗したパウラを見てN式の収容とパウラの治療を絹見に具申するが、絹見から自分とパウラの一切の任務の終了とN式の切り離しを告げられ、生きるよう言われてN式を切り離され、パウラと共に伊五〇七から離れていった。
先任将校 木崎茂房大尉：柳葉敏郎
真珠湾以来、絹見が頼りにする部下で、彼自身も絹見に信頼を寄せている。娘からもらったあやとりの紐を手にしている。
高須の反乱において姿を隠していた折笠に気付き、急速潜行するよう合図を送り、高須によるアメリカへの投降を阻止する。反乱後、絹見が原爆投下阻止を決めたとき最初にそれを打ち明けられ、賛同する。テニアン沖海戦にて伊五〇七が海底に衝突して電池室が損傷する中、修理のため命を賭して有毒ガスで満ちた室内に入り、命を引き換えに修理を終えた。
「ローレライ」オペレーター パウラ・A（アツコ）・エブナー：香椎由宇
祖母が日本人のクォーターである日系ドイツ人女性。歌を歌うことが好きな一面をもつ。ナチス・ドイツの人体実験によって「ローレライ」のオペレーターにされ、水を媒介とする超感覚を得る。高須によって伊五〇七と共に日本へと連れて来られた。不遇な境遇にいたが折笠と出会い、彼の落とした家族の写真を拾ったことから彼と心を通わせる。
8月9日、長崎へ原爆が投下された時、降り出した雨の雨水を介して犠牲者の叫びを見て、意識を失う。その後時岡の手当てもあって回復し、折笠以外の乗員とも接する。だが、浅倉の命を受けた高須と田口に反乱の際拘束され、アメリカへと引き渡されそうになるが、木崎の合図を受けた折笠の機転や、彼女を人間扱いしない高須に反感を抱いた田口によって救われる。そして、重傷を負った高須の傷口から流れる、水を含んだ液体である血液を介して記憶を読み、原爆を搭載したB-29の発進時刻を知り絹見に告げた。
テニアン沖海戦に際してN式潜航艇に乗り込む時、絹見から形見の腕時計を託され、折笠と共に「ローレライ」を駆使して戦う。絹見の無弾頭魚雷攻撃によって心身への負担は軽減されるも全く負担がないわけではなかった。前方の敵潜水艦に対するN式の魚雷攻撃を絹見が命じた際折笠から心配されるが、彼女は大丈夫と攻撃を認め、放たれた魚雷は敵潜水艦を撃沈する。攻撃後、負担を受けた彼女を心配する折笠がパウラの手当てを要求し、それに対して絹見がN式を切り離すと言う中、絹見の決意の証である腕時計を折笠に見せた。N式が切り離された後、絹見たちに向けて歌を歌い、その歌声は絹身たちのみならずマイノットにもソナー越しに聞こえた。
軍属技師 高須成美：石黒賢
伊五〇七をナチス・ドイツから日本へと回航する任務に関わり、「ローレライ」やパウラにも関わる。
かつては南方前線にいた海軍大尉で、浅倉の命により伊五〇七艦内の反乱とアメリカへの投降の指揮を執る。だが、パウラを人間扱いしなかったことで反感を抱いた田口に右肩を撃たれ、武装解除を告げる田口を銃撃し、自身も腹部を撃たれる。
原爆を搭載したB-29の発進時刻を知りながら絹見の質問に答えなかったが、パウラによって血液を介して記憶を読まれ、8月11日の午前6時30分にテニアン島を発進することを知られる。これに対しパウラを「魔女め…」とかすれた声で罵り、最後まで彼女を人間扱いすることなく死亡した。
機関員 小松春平：KREVA
酒好きの機関長岩村の愚痴をこぼすこともしばしば。
伊五〇七軍医長 時岡 纏軍医大尉：國村隼
伊五〇七の軍医長で、写真撮影が趣味。持参したカメラで乗員たちやパウラの写真を撮った。イルカの生態を元に「ローレライ」とパウラの仕組みを考察し、絹見に告げた。
高須の反乱に際してカメラに興味を持っていた乗員が反乱の一味であることを知る。彼等の投降後、下艦するその乗員に皆を写したフィルムごとカメラを渡し、ボートで艦を去っていくのを見送った。
N式潜航艇副操舵手 清永喜久雄上等工作兵：佐藤隆太
元高校球児の特攻隊員。今の自分の境遇を「人生は思い通りにいかない」と言いつつ、球児時代の思い出の品である野球ボールを大事にしている。パウラの歌を聞いたのとN式潜航艇のことに興味を持ったことから、折笠とパウラが出会うきっかけを作った。
テニアン島沖の海戦の最中、N式潜航艇分離に際して注水の必要のある交通塔で野球ボールを床下に落とし、取ろうと手を伸ばしたところでパイプに腕が挟まり動けなくなる。「ローレライ」起動のため注水の必要がある中折笠は何とか助けようとするが、清永は艦が危ない状態を考え折笠に自分を放ってN式に入るよう言い、絹見も艦を沈めるわけには行かないと注水を命じ、溺死した。
掌砲長 田口徳太郎兵曹長：ピエール瀧
強面の海軍下士官で掌砲長として優れた腕を持つが、かつて銀座の喫茶店勤務経験のある人物。そのことを聞いた折笠からパウラのためにアイスクリンを作ってもらうよう頼まれ、用意した。
敵駆逐艦との遭遇戦において、絹見の命により先頭艦への砲撃を命じられるが、当の駆逐艦フライシャーが砲撃を回避したため放たれた砲弾は後ろの駆逐艦に命中。被弾して動きが止まったところに後続の艦が激突して2艦とも戦闘不能になるが、フライシャーにはかすり傷しか負わせられなかった。
かつて高須らと共に南方前線にいたが、飢えや疫病に苦しみ、友軍の死体すら口にするほどの地獄を味わった。そんな中で浅倉が上層部の反対を押し切って独断で救出作戦を敢行し、浅倉の配下となる。そして、浅倉と高須の命に従い反乱を起こすも、パウラを人間としてではなく兵器やアメリカとの取引のカードとしてしか見ない彼らに反感を覚え、高須を銃撃して仲間に武装解除するよう告げるが、自身も高須に撃たれ重傷を負う。
むやみに動かせない重体であることと、何より砲術の腕の持ち主であることでパウラと同様に下艦の対象とならず、テニアン沖海戦の後浮上する伊五〇七からの砲撃を絹見から任せられる。そして、テニアン島から原爆を搭載したB-29が飛び立つ中絹見の号令を受け砲撃を行う。放たれた砲弾は上昇していくB-29に直撃し、B-29は空中で爆散。原爆が海中深く沈んでゆく中、力尽きる。
水雷長 船田光家大尉：粟根まこと

通信長 鍋坂定男少尉：塚本耕司

水測長 西島昭司上等兵曹：井上肇

水測員 唐木義高一等兵曹：近藤公園

機関長 岩村七五郎機関大尉：小野武彦
酒好きの機関長。機関の調子が悪い時は、酒を吹きかける荒業を使う。
原爆を搭載したB-29の発進基地であるテニアン島を直に見た経験がある。そのため、テニアン島への進路を決定するのに貢献する。
元駐米大使 西宮貞元：橋爪功
かつて浅倉の恩師であった人物。戦時下において対米和平工作に奔走している。
浅倉の命を受けた土谷によって、和平工作に向かう途中乗っていた車を銃撃され死亡する。
西宮桂子：阿川佐和子
大湊と話し中の夫西宮のところに、土谷が届けてきた浅倉の手紙を持ってきた。
反乱部隊指揮官 間宮大尉：富野由悠季

反乱部隊員：橋本じゅん
大和田通信所を占拠した反乱部隊。
幼少期のパウラ：近藤エマ
ナチス・ドイツ当局によって研究施設へと連れて行かれ、そこで兄フリッツが人体実験の果て死亡するのを目撃する。
フリッツ・S・エブナー：James Carr
パウラの兄。幼少期にナチス・ドイツの研究施設にてパウラより先に人体実験を受け、死亡した。
浅倉の部下 土谷少尉：忍成修吾
浅倉の命を受け、バイクで西宮邸へと行き、浅倉の手紙をポストに入れる。
海軍軍令部で浅倉と今生の別れを交わした後、西宮を殺害して自らも自決する。
海軍軍令部第三部諜報主任 大湊三吉中佐：鶴見辰吾
楢崎の命を受け、独断専行を行う浅倉の調査を始める。
調査の果て浅倉の反乱や東京への原爆投下を知り、浅倉と土谷の動きから和平工作の要である西宮の命が危ないと悟り急行するが、時既に遅く西宮は殺され、土谷の拳銃自決を目撃する。その後、大和田通信所を占拠した浅倉配下の反乱兵を拘束し、無線を傍受して原爆投下をめぐる伊五〇七とアメリカ海軍の戦いを知る。
海軍軍令部総長 楢崎英太郎大将：伊武雅刀
保身を第1にし、アメリカとの和平も止む無しと考える。そんな中浅倉の独断専行を知り、大湊に調査を命じる。
反乱を起こした浅倉から、他の将校共々責任を取って自決するよう切腹用の短刀を渡されるが、彼を含めて自決する者は誰もいなかった。そのことで浅倉から批判され、どうあっても東京に原爆が落とされると処刑宣告とばかりに言われ、浅倉の自決を目撃する。
作家：上川隆也
現代に生きる青年。年老いたマイノットに対し、伊五〇七との戦闘についての取材を行った。
絹見がパウラに授けた腕時計をしていたことから、折笠やパウラと関係があると思われる。
アメリカ海軍駆逐艦フライシャー乗員 エリック・マイノット中尉：Colter Allison
アメリカ海軍の間で「魔女」と恐れられていた伊五〇七がナチス・ドイツから日本へ回航する時、浮上した伊五〇七を目撃する。その後、伊五〇七との戦いを経験する。
伊五〇七が原爆を搭載したB-29を撃墜した後、ソナー越しに「魔女」の歌こと、パウラの歌を聞く。
退役後のマイノット：Gordon Wells
取材にやって来た作家に対して、戦時中の「魔女」こと伊五〇七との戦いを語る。
伊五〇七を下艦した反乱将兵から作家が手に入れた、パウラの写る写真を見せられ、彼女が自分の言う「魔女」であることを初めて知った。
アメリカ海軍駆逐艦フライシャー艦長 フレッド・ジェイコブス：Tyrone Power Jr.
やや独断専行なところはあるが、絹見に勝るとも劣らぬ有能な艦長。
伊五〇七との遭遇戦において、瞬時に絹見の狙いを知り砲撃を回避。後続艦のように被弾・衝突するのを防ぎ、絹見たちから賞賛された。だが、浅倉の反乱やアメリカとの密約、絹見の伊五〇七奪回など複雑な事態が次々と起こり、流石の彼もこれにはついていけなかった。
やがて、テニアン沖海戦にて伊五〇七を鹵獲しやすいよう僚艦と共に浅瀬に追い詰めて沈めようとするが果たせず、上からの撃沈命令が出るや攻撃の手を強める。しかし、味方潜水艦の撃沈を伊507撃沈と誤認した果てB-29を撃墜され、反撃に砲撃を命じるが伊五〇七は彼の眼前から海中へと消えていった。
海軍軍令部第一部第一課長 浅倉良橘大佐：堤真一
広島に原爆が落とされた8月6日に絹見を呼び出し、伊五〇七の艦長に任命する。
日本の上層部が戦争の責任を問わない無責任さや、無意味な作戦で将兵を無駄死にさせる無能さに愛想を尽かし、「国家の切腹」の実施を決意する。そのために伊五〇七と「ローレライ」を原爆保有国であるアメリカへと提供し、見返りに広島・長崎に次いで東京に第3の原爆を落とすよう密約を結ぶ。だが絹見はあくまで自らの考えを受け入れず、高須に任せた伊五〇七の反乱も折笠や田口によって失敗する。
しかし、東京への原爆投下は決定事項とあらかじめ織り込み済みと言い、さらにこれからはきれい事では済まない、絹見が嫌った特攻兵器すなわち「ローレライ」を使うだろうと確信的に言い放ち、それに悩む絹見の姿を見られないことが残念だと言い残して拳銃で喉を撃ち自決した。

## スタッフ
- 監督：樋口真嗣
- 製作：亀山千広
- 製作統括：島谷能成、関一由、千草宗一郎、大月俊倫
- プロデューサー：臼井裕詞、市川南、甘木モリオ
- 脚本：鈴木智
- 監督補：尾上克郎
- 撮影：佐光朗
- 特殊メイク：原口智生
- 音楽：佐藤直紀
- 美術：清水剛
- 照明：渡邊孝一
- 整音：中村淳
- 録音：鶴牧仁
- 編集：奥田浩史
- スクリプター：河島順子
- 助監督：足立公良
- 制作担当：森賢正
- 装飾：沢下和好

特撮
- team WHITE (Elements and Destroyer)

- 特技監督：樋口真嗣
- 監督補：尾上克郎
- 撮影：佐光朗
- 美術：清水剛
- 照明：鈴木静
- 操演：宇田川幸夫
- スクリプター：河島順子

- team BLACK (MC. and Superfortress)：特撮研究所

- 特撮監督：佛田洋
- 撮影：中根伸治
- 照明：安藤和也
- 美術：松浦芳
- 操演：鈴木昶
- 特殊効果：久米攻

U.S. Unit: Protein Image Group - Venice, California
- Director: Cellin Gluck
- Executive Producer: Nick Dodet
- Line Producer: Karin Beck
- Director of Photography: Gary Waller
- Production Designer: Jacqui Masson
- Art Director: Marc Greville
- Gaffer: Ken Holt
- Key Grip: Ron Speed
- 1st Assistant Director: Sonny Love

- Post Production Sound Services by: Skywalker Sound (a Lucasfilm Ltd. Company - Marin County, California)
  - Re-Recording Mixers: Tom Myers, Tony Sereno
  - Supervising Sound Editor: Frank Eulner
  - Sound Design: Tom Myers
  - Sound Effects Editor: J.R. Grubbs/Al Nelson/Tim Nielsen
  - Foley Editor: Jonathan Null
  - Dialogue Editor: Steve Slanec
  - Assistant Supervising Sound Editor: André Fenley
  - Foley Artist: Dennie Thorpe/Jana Vance/Ellen Heuer
  - Foley Mixer: Frank Rinella
  - Foley Recordist: George Peterson Jr.
  - Recordists: Ronald G. Roumas/Brian D. Magerkurth
  - Mix Technicians: Brandon Proctor/Jurgen Scharpf
  - Digital Transfer: Jonathan Greber/Christopher Barron/John Countryman
  - Video Services: Ed Dunkley/John "J.T." Torrijos
  - Engineering Services: Doug Ford/Howard Hammerman/Steve Morris/Jacob Balser
  - Digital Editorial Services: David Hunter/Tim Burby
  - Client Services: Mike Lane/Eva Porter/Renee Russo/Gordon Ng
  - Post Production Supervisors in U.S.: Yoshifumi Hosoya/Yuko Yoshikawa
- パウラ・ヘア/メイクデザイン：柘植伊佐夫
- 水密服デザイン：出渕裕
- 衣裳デザイン・制作：JAP工房
- VFXプロデュサー：大屋哲男
- VFXスーパーバイザー：佐藤敦紀、田中貴志
- 画コンテ協力：庵野秀明
- 考証：正木成虎
- 協力：東宝映像美術、東京現像所、東宝サウンドスタジオ、東宝スタジオ、スキップシティ、早稲田大学
- 制作プロダクション：東宝映画、シネバザール
- 製作：フジテレビジョン、東宝、関西テレビ放送、キングレコード

## 主題歌
- ヘイリー「モーツァルトの子守唄」

## トピックス
- 従来の多くの日本映画では「艦長」と呼ぶとき“艦”にアクセントを置いた発音であったが、本作品では潜水艦考証として監修にあたった元潜水艦艦長の正木成虎の指導により、“長”にアクセントを置く実際の発音に近いものとなっている。
- 『ガンダム』ファンであり自らもそのノベライズを執筆した福井晴敏が、本作品の上映当時放送されたフジテレビ系列の報道番組に生出演した際、「『機動戦士ガンダム』を50歳代以上の人たちにどうやったら理解してもらえるか」と、本作品の企画意図について発言していた。
- 『機動戦士ガンダム』の監督でガンダムシリーズの原作者でもある富野由悠季が反乱兵として、また、『新世紀エヴァンゲリオン』の監督として知られる庵野秀明も水兵として、それぞれカメオ出演している。
- 2007年2月24日にフジテレビ系「土曜プレミアム」で地上波初放送された際は、ナレーションを一切省き、ラストシーンもオリジナルのラストから未公開版のラストへ変更されて放送された。（ディレクターズカット版）
- 劇場オリジナル版は、2007年12月28日にフジテレビ系「金曜プレステージ年末映画スペシャル」[注 1]にて地上波初放送された。
- 本作品は、TOHOシネマズ日劇[注 2]スクリーン2（当時のスクリーン名は日劇PLEX・日劇2）で3月第1土曜日から封切上映された唯一の実写映画となった[注 3]。

## 関連書籍
- 『ローレライ、浮上』、2005年1月22日発売[3]、ISBN 978-4-06-212750-9

- 『映画「ローレライ」画コンテ集』、2005年4月9日発売[4]、講談社、ISBN 978-4-06-364637-5